# Diecezja Beaumont
Diecezja Beaumont (łac. Dioecesis Bellomontensis, ang. Diocese of Beaumont) jest diecezją Kościoła rzymskokatolickiego w metropolii Galveston-Houston w Stanach Zjednoczonych we wschodniej części stanu Teksas. 

## Historia
Diecezja została kanonicznie erygowana 25 czerwca 1966 roku przez papieża Pawła VI. Wyodrębniono ją z ówczesnej diecezji Galveston-Houston. Pierwszym ordynariuszem został dotychczasowy kapłan Galveston-Houston Vincent Madeley Harris (1913-1988). 12 grudnia 1986 diecezja utraciła część terytoriów na rzecz nowo powstałej diecezji Tyler. Od 2004 sufragania metropolii Galveston-Houston.

## Główne świątynie
- Katedra: Bazylika katedralna św. Antoniego w Beaumont

## Biskupi diecezjalni
- Vincent Madeley Harris (1966–1971)
- Warren Louis Boudreaux (1971–1977)
- Bernard James Ganter (1977–1994)
- Joseph Galante (1994–2000)
- Curtis Guillory SVD (2000–2020)
- David Toups (od 2020)